# Pittore dei cactus
Pittore dei cactus (fl. VI secolo a.C.) è il nome convenzionale attribuito dalla C. H. E. Haspels a un ceramografo attico attivo verso la fine  del VI secolo a.C..